# Albert Sassoon

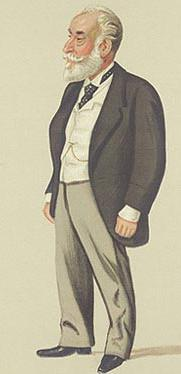
Albert Sassoon dibujado por Leslie Ward en la revista Vanity Fair

Sir Albert Abdullah David Sassoon, primer baronet, KCB , CSI (25 de julio de 1818 – 24 de octubre de 1896) fue un hombre de negocios y filántropo nacido en Bagdad.

## Biografía

### Vida y carrera
Sassoon nació el 25 de julio de 1818 en Bagdad, Imperio Otomano, dentro de la familia judía bagdadí de los Sassoon. Su padre fue David Sassoon (1792–1864). Recibió su educación en la India británica. Tras el fallecimiento de su padre, asumió el cargo de director en la empresa comercial familiar 'David Sassoon & Sons' (más tarde 'David Sassoon & Co.'). El linaje genealógico de Sassoon tiene sus raíces en la ciudad de Sason, ubicada en la región sureste de Anatolia.
En 1874, bajo el liderazgo de Albert Sassoon, David Sassoon & Sons fundó en Bombay (actualmente Mumbai) una nueva sucursal, la 'Sassoon Spinning and Weaving Company', inaugurando varias fábricas de algodón allí. En 1875, la compañía construyó Sassoon Docks, los primeros muelles húmedos de Bombay. Además, la empresa tuvo un papel fundamental en la creación del Banco Imperial de Persia en 1889.
Después de una visita a Inglaterra en 1873, Albert Sassoon se instaló allí definitivamente en 1875 para dirigir 'David Sassoon & Sons' desde Londres. La gestión de los asuntos de la empresa en Bombay quedó en manos de su hermano menor Solomon David Sassoon (1841–1894).
Albert Sassoon falleció en Brighton en 1896 a los 78 años de edad, siendo sepultado en el mausoleo de Sassoon, que él mismo había mandado construir. En 1933, sus restos fueron exhumados y trasladados al cementerio judío liberal de Willesden en Londres para ser reenterrados. También se le erigió un mausoleo en el cementerio judío de Chinchpokli.

### Filantropía y honores
Fue un importante benefactor de la ciudad de Bombay. Entre sus donaciones se incluyó una significativa contribución para la reconstrucción de la escuela secundaria Elphinstone y la construcción de una imponente estatua ecuestre del Príncipe de Gales, Alberto Eduardo, en conmemoración a su visita a la India en 1875. Además, financió numerosas becas y se desempeñó como un asesor cercano del gobierno en proyectos educativos y de construcción..
En 1866, Sassoon fue nombrado Compañero de la Orden de la Estrella de la India (CSI), y en 1872 Caballero Compañero de la Orden del Baño (KCB).  Al mismo tiempo recibió la Orden del León y el Sol del Shah de Persia por "trabajar en Persia y sus servicios en el desarrollo del comercio persa". En 1873 recibió la libertad de la City de Londres. Después de que Sassoon se estableció en Inglaterra, se le creó una baronet en 1890. 